# 대당고김씨부인묘명
대당고김씨부인묘명(大唐故金氏夫人墓銘)은 중국 당나라에 살았던 신라인 김씨 부인의 묘지명이다. 신라 김씨의 조상이 소호금천씨(少昊金天氏)에서 시작하여 투후 김일제(金日磾)를 거쳐 신라 김씨로 이어졌다고 기록되어 있다.

## 묘지명 출토
이 묘지명은 1954년 중국 산시성(섬서성, 陝西省) 시안시(西安市) 교외에서 출토되어 현재 시안시 비림(碑林)박물관에 소장 중이다. 전서체로 3행에 걸쳐 '대당고김씨부인묘명'이라고 새긴 덮개돌(43.5×44cm)과 23행에 최대 27자씩, 총 593자의 예서체 명문이 기록된 지석(46.5×45.5cm)이 함께 발견되었다.

## 묘지명의 내용
묘지명에는 함통 5년(서기 864년) 5월 29일 향년 32세로 사망한 김씨 부인에 관한 자세한 사항, 즉 김씨의 유래와 김씨 부인의 선조, 부인의 품행과 생활상, 죽음과 후사 등이 기록되어 있이 새겨져 있다. 김씨 부인은 재당 신라인 김충의(金忠義)의 손녀이자 김공량(金公亮)의 딸이다.
특히 묘지명에서 주목을 끄는 부분은 김씨의 시조에 대한 서술로서, 다음과 같이 기록되어 있다.

태상천자(太上天子)께서 나라를 태평하게 하시고 집안을 열어 드러내셨으니 이름하여 소호씨금천(少昊氏金天)이라 하니, 이분이 곧 우리 집안이 성씨를 받게 된 세조(世祖)시다. 그 후에 유파가 갈라지고 갈래가 나뉘어 번창하고 빛나서 온천하에 만연하니 이미 그 수효가 많고도 많도다. 먼 조상 이름은 일제(日磾)시니 흉노 조정에 몸담고 계시다가 서한(西漢)에 투항하시어 무제(武帝) 아래서 벼슬하셨다. 명예와 절개를 중히 여기니 그를 발탁해 시중(侍中)과 상시(常侍)에 임명하고 투정후(秺亭侯)에 봉하시니, 이후 7대에 걸쳐 벼슬함에 눈부신 활약이 있었다. 이로 말미암아 경조군(京兆郡)에 정착하게 되니 이런 일은 사책에 기록되었다. 견주어 그보다 더 클 수 없는 일을 하면 몇 세대 후에 어진 이가 나타난다는 말을 여기서 징험할 수 있다. 한나라가 덕을 드러내 보이지 않고 난리가 나서 괴로움을 겪게 되자, 곡식을 싸들고 나라를 떠나 난을 피해 멀리까지 이르렀다. 그러므로 우리 집안은 멀리 떨어진 요동(遼東)에 숨어 살게 되었다. 공자께서 말씀하시기를 "말에는 성실함과 신의가 있어야 하고 행동에는 독실하고 신중함이 있어야 한다"고 했다. 비록 오랑캐 모습을 했으나 그 도(道)를 역시 행하니, 지금 다시 우리 집안은 요동에서 불이 활활 타오르듯 번성했다. 

## 비문 원문 전문
大唐故金氏夫人墓銘 

前知桂陽監將仕郞侍御史內供奉李璆夫人京兆金氏墓誌銘幷序 

鄕貢進士崔希古撰 翰林待詔承奉郞守建州長史董咸書篆      

太上天子有國泰宗陽號少昊氏金天卽吾宗受氏世祖厥後派疏枝 

分有昌有徽蔓衍四天下亦已多已衆遠祖諱日磾自龍庭歸命西漢 

仕武帝愼名節陟拜侍中常侍封秺亭侯自秺亭已降七葉軒紱燉煌 

繇是望係京兆郡史籍敍載莫之與京必世後仁徵驗斯在及漢不見 

德亂離瘼矣握粟去國避時屆遠故吾宗違異於遼東文宣王立言言 

忠信行篤敬雖之蠻貌其道亦行今復昌熾吾宗於遼東 夫人曾祖  

諱原得皇贈工部尙書祖諱忠義皇翰林待詔檢校左散騎常侍少府 

監內中尙使 父諱公亮皇翰林待詔將作監承充內作判官祖父文  

武餘刃究平子觀象規模運公輸如神機技乃貢藝 金門共事六朝  

有祿有位善始令終先夫人隴西李氏搢紳厚族夫人卽 判官次女  

柔順利貞稟受自然女工婦道服勤求舊及歸李氏中外戚眷咸號賢 

婦夫人無嗣撫訓前夫人男三人過人己子將期積善豊報豈謂天命 

有筭脩短定分綿遘疾瘵巫扁不攻咸通五年五月貳拾玖日終于嶺 

表享年卅三端公追昔平生尙存同體經山河視若平川不避艱儉堅 

心臨 柩遂歸世域嗣子敬玄次子敬謨次子敬元並哀毁形容遠侍  

靈櫬追號网極敬玄等支殘扶喘謹備禮文以咸通五年十二月七日 

遷神于萬年縣滻川鄕上傅村歸世塋域夫人 親叔翰林待詔前昭  

王傅 親兄守石淸道率府兵曹參軍聯仕 金門丞家嗣業希古與   

夫人兄世舊追惻有作因以請銘 銘曰 天地不仁 先死陶鈞      

孰是孰非 無踈無親 不饗積行 不永大命 豈伊令淑 亦罹      

賢聖 遘此短辰 遊岱絶秦 大道已矣 萬化同塵               

## 평가
대당고김씨부인묘명은 신라 김씨의 뿌리를 중국 전설에 나오는 소호금천씨에서 시작하여 흉노족 출신의 한나라 투후 김일제에서 찾고 있는 대표적 금석문이다. 김씨의 뿌리를 중국 삼황오제의 하나인 소호금천씨라고 한 것은 김유신 비문의 내용과 일치하며, 또한 김씨의 조상을 투후 김일제라고 한 것은 신라 문무왕 비문의 내용과 일치한다. 하지만 이 비문의 내용이 실제 역사적 사실을 기록한 것인지에 대해서는 비판이 존재한다.
부산외대 권덕영 교수는 이 묘비명에 대해서 "당으로 이주한 후에도 오래도록 자신의 시조의식을 그대로 유지하던 재당 신라인의 사고체계를 보여주는 귀중한 자료"라고 평가했다. 하지만 권덕영 교수는 이런 신라 김씨의 뿌리 의식은 관념상일 뿐 실제 김일제에게서 비롯됐을 가능성은 거의 없다고 평가했다.
김성회는 김씨의 뿌리에는 네 가지 설이 있는데, 이 중 중국 삼황오제의 하나인 소호금천씨의 후손이라는 설과 삼국사기 및 삼국유사의 기록에 나오는대로 하늘에서 내려왔다는 설은 과학적으로 볼 때 신빙성이 높지 않다고 평가했다. 나머지 두 설 가운데 대당고김씨부인묘명과 신라 문무왕 비문에 기록된 바와 같이 흉노족 출신의 투후 김일제의 후손이라는 설은 어느 정도 역사적 사실에 근거하고 있기는 하지만, 당시 역사적 상황을 종합적으로 고려할 때 그다지 설득력이 없다고 평가했다. 김성회는 신라 초기 왕들이 성을 사용하지 않다가 신라 중기 이후에 김씨 성을 사용한 것으로 볼 때, 왕권이 확립된 신라 진흥왕 이후에 비로소 김씨 성을 사용한 것으로 보는 설이 타당하다고 주장했다.
결국 대당고김씨부인묘명의 기록은 당시 신라인들의 조상에 대한 인식을 보여주는 귀중한 자료가 될 수는 있으나, 그 기록을 역사적 사실로 받아들이기는 어렵다고 평가하고 있다.

## 같이 보기
- 김일제(金日磾)
- 소호금천씨(少昊金天氏)